# Геронтий (Олянский)
Епи́скоп Геро́нтий (укр. Єпископ Геронтій в миру Васи́лий Тара́сович Оля́нский укр. Василь Тарасович Олянський; род. 14 сентября 1979, Вознесенск, Николаевская область) — архиерей Православной церкви Украины (с 2019).
Ранее — архиерей Украинской автокефальной православной церкви, епископ Бориспольский, викарий Киевской епархии (2018).

## Биография
Родился 14 сентября 1979 года в городе Вознесенске Николаевской области. В 1986 году, после переезда родителей в село Живачов в Ивано-Франковской области, начал обучение в местной школе, которую окончил в 1997 году. В том же году поступил на философско-теологический факультет Черновицкого национального университета имени Юрия Федьковича.
5 августа 2005 года епископом Закарпатским и Ужгородским Кириллом (Михайлюком) (УАПЦ) в Чинадиевском мужском монастыре был хиротонисан во диакона. 27 сентября 2005 года в Манявском монастыре был хиротонисан во пресвитера. 14 апреля 2006 года был пострижен в монашество с именем Геронтий.
В 2007 году получает диплом специалиста по специальности «религиоведение» и диплом о высшем богословском образовании Киевской православной богословской академии.
21 августа 2008 года принят в клир Дрогобычско-Самборской епархии УПЦ КП.
8 июня 2010 года патриархом Филаретом (Денисенко) был возведён в достоинство архимандрита.
30 июня 2010 года начал строительство Свято-Пантелеимоновского мужского монастыря в селе Великая Белина Самборского района Львовской области.
1 сентября 2010 года поступил на третий курс Юридической академии (специальность «правоведение»), которую окончил 30 июня 2012 года.
16 декабря 2010 года вместе с монастырём был принят в юрисдикцию Украинской автокефальной православной церкви под прямое подчинение предстоятеля УАПЦ митрополита Мефодия (Кудрякова), а 31 марта 2011 года монастырю был присвоен статус ставропигиального.
14 апреля 2011 года был награждён правом ношения второго креста с украшениями.
13 ноября 2012 года был назначен председателем отдела по делам монастырей и скитов в Украине.
1 сентября 2014 года поступил на первый курс факультета физической реабилитации Ужгородского национального университета.
14 сентября 2014 года в Андреевской церкви в Киеве был хиротонисан во епископа. Хиротонию совершили: митрополит Мефодий (Кудряков), архиепископ Житомирский и Полесский Владимир (Шлапак), епископ Черновицкий и Хотинский Герман (Семанчук), епископ Вышгородский и Подольский Владимир (Черпак), епископ Тернопольский Мстислав (Гук), епископ Харьковский и Полтавский Афанасий (Шкурупий).
25 июля 2018 года Архиерейским собором УАПЦ избран епископом Бориспольским, викарием Киевской епархии.
15 декабря 2018 года вместе со всеми другими архиереями УАПЦ принял участие в объединительном соборе в храме Святой Софии в Киеве. 5 февраля 2019 года получил титул епископ Боярский.